# 絕命尬車
《絕命尬車》（英語：Death Race）是一部2008年美國科幻動作片，由保羅·W·S·安德森一手包辦導演、製作與編劇，並由傑森·史塔森、瓊·愛倫、泰瑞斯·吉布森、娜塔莉·瑪汀納絲和伊恩·麥克夏恩主演。該影片翻拍自1975年由大衛·卡拉定與席維斯·史特龍主演的《亡命賽車2000》，部分元素同時改編自丹麥作家艾博·梅爾吉奧編寫的短篇故事《賽車手》（The Racer）。
這部翻拍自從2002年就開始製作，但起初因為原先劇本並未通過導致製作推遲，後來因派拉蒙影業和克魯斯-華格納製片之間的爭議而遭擱置。直到環球影業接手發行電影，並決定由保羅·W·S·安德森執導並編寫劇情，在2008年8月22日上映。電影陸續推出三部續集加前傳電影，為《絕命尬車2》、《絕命尬車3：地獄》和《絕命尬車：混亂之上》，皆由录像带首映的方式發行。

## 劇情
2012年，美國經濟全面崩盤，失業率創新高導致犯罪率急劇上升，一些富有權貴成立私人監獄營利。其中一處則是「終結島」（Terminal Island）：一座距離內陸長達兩英里的海島監獄，不少死刑犯和終身監禁犯都被拘禁於此。典獄長克萊爾·韓娜席透過網絡直播囚犯角鬥形式的生死決鬥來獲得更多利益，但因觀眾容易失去興趣，於是創立出囚犯互相靠賽車形式競技的「亡命賽車」（Death Race）。車賽分為三個階段，每一位車手包括領航員會在封閉式賽道中賽車，途中能夠靠散佈在車道各處的「劍」或「盾」平板來啟動車上的武器或防禦裝備，或是骷髏頭平板來啟動死亡陷阱。每位車手只需堅持到三圈結束，並盡可能地清除其他對手；任何贏得五屆比賽的車手可以獲得保釋重獲自由，比賽因此吸引獄中不少有過賽車駕駛經驗的人。
在其中一屆的最終賽裡，身為四届冠军的蒙面明星車手科學怪人在快要到達終點線時，其領航員凱絲卻發現防禦系統不起作用並搶先跳傘離開車，尾隨在後的三屆冠軍車手巨砲喬揚對科學怪人發射導彈，將他連同整輛車一併炸毀。另一方面，一名有過前科的前全國賽車協會車手詹森·安姆，為了供養他的妻子跟幾個月大的女兒派普而在煉鋼廠上班，並且還跟暴力執法的防暴警察發生衝突。當晚，安姆回家不久，突然被一位闖進來的蒙面人士打昏，目睹他殺死自己妻子後嫁禍於自己揚長而去，而警察馬上趕到逮捕安姆，並將派普送往寄養家庭。
六個月後，殺妻罪名成立的安姆被移送至終結島監獄，剛第一天就跟獄中的俄裔囚犯帕欽科跟他帶領的白人幫派分子起衝突。高階獄警烏爾里克將安姆帶去見韓娜席，其稱科學怪人上次賽車後重傷不治，因此需要賽車技術跟科學怪人旗鼓相當的安姆代替他參賽，並用再贏一次就能重獲自由去見女兒的條件來讓安姆答應參賽。隨後，安姆會見科學怪人的三位團隊成員：教頭、李斯特和岡納，教頭稱韓娜席叫他來頂替是因為沒有科學怪人賽車所導致收視率大幅度降低，而安姆在他們的介紹下得知科學怪人的專車、其他車手等必備知識。
第一場車賽當天，安姆見到科學怪人的領航員凱絲，開始後跟巨砲喬揚等車手抗衡，但還是輕鬆保持在第一名位置。但賽車的防禦系統中途再次失效，背後又尾隨拿重機槍掃射的車手柯特，但安姆隨機應變而用跳傘裝置彈出凝固汽油彈，灑滿柯特車上後放火將他活活燒死。三位車手均陣亡後，安姆突然看見一旁同是參賽車手的帕欽科，對他做出跟殺死他妻子的兇手一模一樣的手勢，因此分心而淪為比賽最後一名。找到殺妻仇人的安姆於一天夜裡找上帕欽科，打死他的兩名跟班並拷問他時，得知帕欽科實被韓娜席派去殺死安姆的妻子，進而栽贓嫁禍安姆入獄來為她參賽。
在第二場車賽中，安姆認為凱絲有所隱瞞，靠質問才得知她其實奉韓娜席的命令破壞過科學怪人的防禦裝備，以不讓科學怪人取勝出獄乃至降低收視率。瞭解事實的安姆立即追上帕欽科，放煙霧誘使他翻車後，親自下車扭斷他的脖子以報殺妻之仇。由於比賽一片混亂，韓娜席釋出她花費一個多月打造的一輛滿載大型武器的武裝油罐車「無畏號」（Dreadnought），短時間內殺死華裔車手14K在內的三名車手，最後僅剩安姆和巨砲喬揚兩人。安姆靠對講機聯絡上喬揚提出合作，與他一同啟動前方的骷髏頭陷阱而摧毀整輛無畏號。兩人雙雙取勝，而喬揚靠對講機裡的口音得知是安姆在冒充科學怪人參賽。韓娜席本想說服安姆與其出去見女兒，還不如留下來繼續為她賽車，在安姆拒絕後命令烏爾里克偷偷在他的車下安裝遙控炸彈以防止他取勝。
安姆深知韓娜席不會讓自己或任何人贏得五屆比賽走出這裡，於是與渴望取勝出獄逍遙的喬揚合作越獄。最終賽當晚，韓娜席故意不讓安姆啟動任何武器或防禦，而喬陽在最後一圈靠近終點線時發射車頂的火箭炮，但刻意射偏擊毀前方的廣告牌，兩輛車靠炸出的大洞開出賽道，直奔通向內陸的橋樑；該逃亡路線被安姆在第一場比賽錄影中發現。由於遙控炸彈也被教頭一行人事先發現並拆除，韓娜席派出直升機等大量警車追趕他們。安姆將原油箱扔棄抵擋住後方的警車，隨即立刻使用備用油箱，到達內陸跟喬揚分頭逃亡。凱絲表示韓娜席比賽前早已將保釋文件交給她，於是決定自己開車來為他爭取脫逃時間。安姆祝她好運後跳車，凱絲拖延到足夠時間後停下車，佩戴科學怪人面具而沒被獄警認出，最後投降而被逮捕回監獄，安姆和喬揚趁機立即搭上火車遠離監獄範圍。
韓娜席得知科學怪人被捕加上收視率創新高而剛要慶祝勝利，然而打開剛收到的禮物卻發現裡面是被拆解下來的遙控炸彈，包括安姆送給她的「祝福語」。當時身在樓下的教頭按下開關引爆炸彈，炸死韓娜席和烏爾里克，最後面向觀眾說「我超愛這個遊戲！」。六個月後，搶回女兒派普的安姆首先在邁阿密跟喬揚會合，兩人成功穿越美墨邊界至墨西哥，在廢車場找到修理工作，等到“保釋”的凱絲也開著賭博贏來的跑車前來跟他們團聚。即使韓娜席曾質疑過安姆是否能做好一位父親，但安姆對此毫不在意，因為他確定沒人能比他更愛他的女兒。

## 角色
| 演員                             | 角色                                                    | 備註 |
| 傑森·史塔森 Jason Statham        | 詹森·迦納·安姆 Jensen Garner Ames                       | 被陷害殺妻而入獄的前賽車手和工人，全美賽車協會的三連冠得主，因為他的卓越賽車本領，被監獄方面強行頂替「科學怪人」來參與亡命賽車。 |
| 瓊·愛倫 Joan Allen               | 克萊爾·韓娜席 Claire Hennessey                          | 終結島監獄的典獄長，冷血、聰穎且具有野心，創立亡命賽車來賺取收視率營利，不惜找任何有賽車經歷的囚犯來參與。                       |
| 泰瑞斯·吉布森 Tyrese Gibson      | 約瑟夫·「巨砲喬揚」·曼森 Joseph "Machine Gun Joe" Mason | 科學怪人的賽車宿敵，亡命賽車三冠得主，一直試圖贏得五次保釋得以去邁阿密逍遙。身為同性戀，唯獨在車賽裡使用男領航員。               |
| 伊恩·麥克夏恩 Ian McShane        | 教頭 Coach                                              | 科學怪人的主機械師，非常親切忠誠，刑期已滿的他認為外面的世界已無牽掛而主動留獄，這次協助並教導頂替車手的安姆。                   |
| 娜塔莉·瑪汀納絲 Natalie Martinez | 伊莉莎白·凱絲 Elizabeth Case                            | 科學怪人的女領航員，當年因自衛殺死她身為警察的暴力丈夫而入獄，她暗中幫韓娜席破壞科學怪人賽車設備，只為了得到保釋文件來重獲自由。 |
| 傑森·克拉克 Jason Clarke         | T·烏爾里克 T. Ulrich                                    | 終結島監獄的高階獄警，韓娜席的左右手，經常喜歡以虐待囚犯為樂。                                                                   |
| 麥斯·萊恩 Max Ryan               | 史洛沃·帕欽科 Slovo Pachenko                            | 一名愛耍流氓的俄裔車手，奪過三次冠軍，領導監獄裡的新納粹黨，奉韓娜席命令陷害殺死安姆的妻子，還在車賽裡屢次找他麻煩。             |
| 雅各布·維加斯 Jacob Vargas       | 岡納 Gunner                                             | 科學怪人賽車團隊的一份子，待人幽默自在，擔任修理工。                                                                             |
| 佛德瑞克·柯勒 Frederick Koehler  | 李斯特 Lists                                            | 科學怪人賽車團隊的一份子，一年前因弒母案入獄，為人雖神經質但忠誠，身為電腦高手。                                                 |
| 羅伯特·萊薩爾多 Robert LaSardo   | 海克特·「死神」·格林 Hector "Grim Reaper" Grimm         | 亡命賽車選手之一，是一位臨床診斷的心理變態，連續判過三次終身監禁，在賽車中同樣殺死過不少人。                                     |
| 仇雲波 Robin Shou                | 14K                                                     | 華裔幫派老大，曾經在麻省理工取得過商學位，贏過兩次冠軍。他成為賽車手前就參與過生死格鬥，殺死過14名對手。                         |
| 賈斯汀·曼德 Justin Mader         | 崔維斯·柯特 Travis Colt                                 | 前全美賽車協會的巨星，直到他酒駕造成嚴重死傷而入獄，獲過兩次冠軍，殺死過5位車手，試圖用比賽重新建立威望。                        |
| 大衛·卡拉定 David Carradine      | 奈爾斯·「科學怪人」·約克 Niles "Frankenstein" York      | 前英國富豪，繼安姆參賽前的上一任科學怪人，因凱絲蓄意破壞他賽車的防禦，而在跟巨砲喬揚的競爭裡喪生。                               |

## 片中賽車
- 2006年式福特野馬V8 4.6L引擎跑車：具有五段手動變速器，為第二快的跑車次於1980年保時捷911。這臺車觸動攻擊武器為2門M134迷你砲機槍，觸動防禦武器有尾翼油漬（Oil Slick）、燃燒彈（Napalm）、煙霧彈（Smokescreen）。這臺車的厚尾有有用的護盾為墓碑而提升野馬的防禦力也犧牲了速度。此汽車的駕駛人為卡爾·盧卡斯（Carl Lucas），之後為科學怪人（Frankenstein）。
- 2004年式道奇公羊大卡車：具有五段自動變速器或5.7 V8 Hemi引擎，攻守兼備，尤其是機關槍攻擊力或車身防禦力佳，但車速和1966別克Riviera一樣慢（速度為並列最後一名）。前面的車頭刺可以猛衝擊效應子屁股。此集無畏號的關係而延長到第三回合才有6具RPG-7火箭炮。這臺車的觸動攻擊武器為4挻白朗寧M1919A4中型機槍或2門M61火神式機砲，觸動防禦會發動鐵鍊讓後方接近它的車輛被束縛。此汽車的駕駛人為科學怪人的宿敵巨砲喬揚。
- 1966年式別克Riviera：具三段自動變速器，渦輪增壓器或430C.I. V8釘子型引擎，屬於攻守兼備或者多機關槍或車身防禦佳。攻擊武器有4挻德式MG34通用機槍、2挻PPSh-41衝鋒槍、2挻烏茲衝鋒槍或白朗寧M1919A4中型機槍，防禦武器為釘子。此汽車駕駛人為為詹森安姆的殺妻兇手斯洛沃·柏青哥。
- 1980年式保時捷911跑車：具有五段手動變速器或stock 2.7L 6CYL引擎，是速度最快的車也是防禦力和攻擊力最弱的車。攻擊武器為2挻德式MG42通用機槍，4發位於車子上方的火箭彈。防禦武器為4發後方火箭彈。駕駛人為華裔幫派老大14K。
- 1979年式龐帝克Trans Am：具三段自動變速器或350HO V8引擎，攻擊武器為1挻白朗寧M1919A4中型機槍（連機槍盾），但位置在車子上頭，需要領航員來控制。防禦武器有後尾的M134迷你砲機槍。此車子駕駛為卡森（Carson）
- 1989年式寶馬735I（E32）：具四段自動變速器或6CYL引擎，攻擊武器有M134迷你砲機槍，防禦武器有防彈鋼以增強寶馬的防禦力。此車子駕駛為塞爾德（Siad）。
- 2006年式克萊斯勒300C轎車：具五段自動變速器或345 C.I. V8引擎。攻擊武器有3挻FN MAG-58通用機槍、1發火箭彈，防禦武器為尾翼油漬（Oil Silck）。此車駕駛人為海克特˙隔林（Hector Grimm）。
- 1989年式積架XJS：具四段自動變速器或V12引擎。攻擊武器為2挻.50口徑白朗寧M2重機槍，防禦武器為防彈鋼。此車駕駛為酋長（Sheik），之後為崔維斯˙柯特（Travis Colt）。
- 1972年式別克"船尾型"（Boattail）Riviera：具三段自動變速器或430C.I. V8釘子型引擎，屬於攻守兼備車輛。攻擊武器有4挻德式MG34通用機槍、2挻PPSh-41衝鋒槍、2挻烏茲衝鋒槍。防禦為散落釘子。此車駕駛為瑞根斯（Riggins）